# Ne-Yo

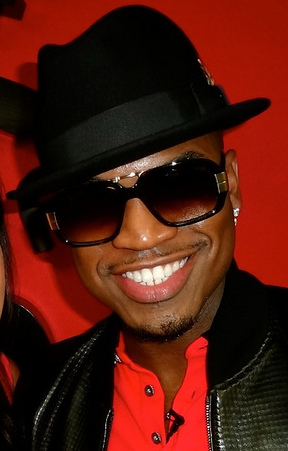
Ne-Yo (2013)

Ne-Yo (* 18. Oktober 1979 in Camden, Arkansas; bürgerlicher Name Shaffer Chimere Smith) ist ein US-amerikanischer R&B-Sänger, Songwriter und Schauspieler mit afroamerikanischen und sinoamerikanischen Vorfahren.

## Karriere
Smith machte sich in seinen Anfangsjahren vor allem als Songwriter einen Namen, schrieb und komponierte zahlreiche Titel für Interpreten wie Mary J. Blige, Christina Milian, Faith Evans, Game, 50 Cent und Jamie Foxx. 2003 unterzeichnete er einen Plattenvertrag bei Columbia Records, doch Sänger und Plattenfirma erkannten schnell musikalische Differenzen. Im Jahr 2003 trennte sich das Label wieder von Smith. Anschließend lernte er den Musikproduzenten L.A. Reid kennen, der ihm einen neuen Vertrag bei seinem Major-Label Def Jam Records vermittelte. Dort nahm er den Künstlernamen Ne-Yo an. Etwa zur selben Zeit verhalf er dem Sänger Mario mit Let Me Love You zu einem weltweiten Nummer-eins-Hit.
2005 veröffentlichte Ne-Yo seine Debütsingle Stay, welche jedoch lediglich in den US-amerikanischen R&B-Charts Erfolg hatte. Erst mit der Nachfolgesingle, der Nummer-eins-Ballade So Sick, gelang ihm der internationale Durchbruch. Im Februar 2006 wurde Ne-Yos Debütalbum In My Own Words veröffentlicht, Songs wie Sexy Love, welches in den Vereinigten Staaten anschließend mehrfach mit Platin prämiert wurde. Danach war Ne-Yo unter anderem sowohl auf Ghostface Killahs Single Back Like That als auch auf dem Remix zu Busta Rhymes’ Touch It zu hören. Für die 2006 veröffentlichten Alben von Rihanna und Beyoncé steuerte er zudem die späteren Auskopplungen Unfaithful und Irreplaceable bei.

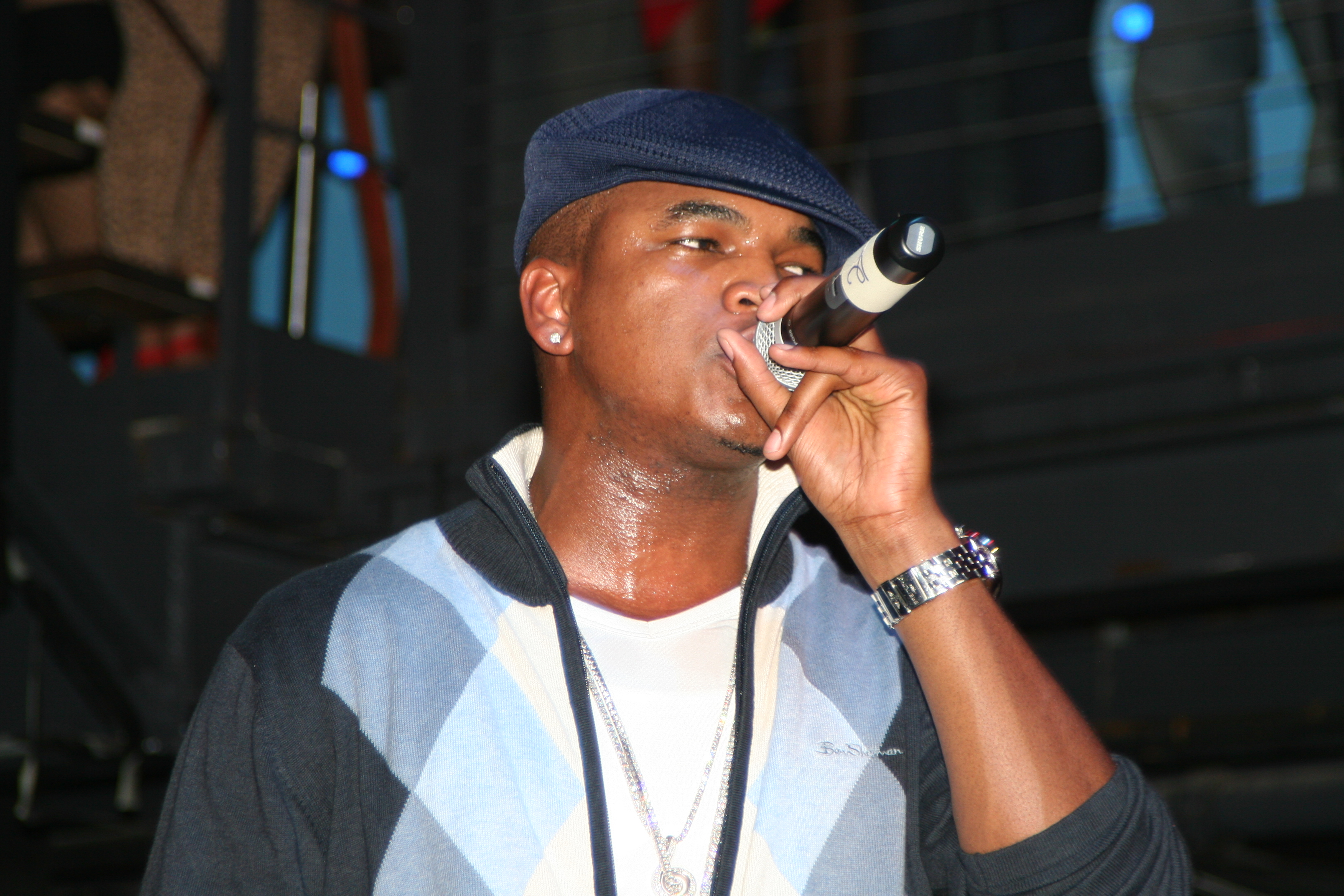
Ne-Yo (2007)

Anfang 2007 beendete der Sänger die Aufnahmen zu seinem Album Because of You, welches im Mai 2007 in den Vereinigten Staaten erschien und sich unmittelbar auf Nummer eins der Billboard-Charts platzierte. Von der Platte wurden vier Singles ausgekoppelt, wovon jedoch lediglich die Lead-Single Because of You die Top 20 erreichte. Daneben war Ne-Yo auch auf den Neuerscheinungen von Sarah Connor und Rapper Fabolous zu hören. Zu dem im Herbst 2007 veröffentlichten Album von Céline Dion steuerte Ne-Yo das Lied "I’ve Got Nothing Left" bei.
Im Herbst 2008 erschien Ne-Yos drittes Album Year of the Gentleman, das den Erfolg der ersten beiden noch übertraf. Die vorab ausgekoppelte Single Closer und Miss Indepentent war sein zweiter Nummer-eins-Hit in den UK-Charts und sein erster Top-10-Hit in den deutschen und österreichischen Single-Charts.
Im September 2009 erschien in Japan sein erstes Best-Of-Album, das auch einen Track mit der japanischen Sängerin Hikaru Utada enthält. Für den Disney-Film Küss den Frosch schrieb Ne-Yo den Song Never Knew I Needed, der in der deutschen Fassung im Duett mit Cassandra Steen eingespielt wurde.
Am 29. Oktober 2010 erschien sein viertes Studioalbum Libra Scale, aus dem im Juni die Single Beautiful Monster ausgekoppelt wurde, die Platz 53 der US-Charts erreichte. Am 27. August wurde das Lied im Internet und auf CD veröffentlicht.
Als erste Single seines fünften Albums R.E.D. veröffentlichte Ne-Yo Let Me Love You (Until You Learn to Love Yourself). Diese Single wurde hauptsächlich durch das Produzententeam Stargate, aber auch in Zusammenarbeit mit Jan Vollers, produziert. Das Album erschien in Deutschland am 2. November 2012. Die Single Time of Our Live, die Ende November 2014 rauskam, konnte sich sofort in den US-amerikanischen und weiteren Charts durchsetzen. Auch in Deutschland erreichte die Single in Zusammenarbeit mit US-Rapper Pitbull die Top 20. Einen Welthit produzierten die beiden bereits 2011 mit der Single Give Me Everything. Bis heute verkaufte sich die Single über acht Millionen Mal. Auf dem im November 2013 veröffentlichten Album Loved Me Back to Life von Céline Dion ist Ne-Yo in dem von ihm beigesteuerten Lied Incredible im Duett mit der Sängerin zu hören. Für Dions Album schrieb Ne-Yo außerdem das Lied Thank you.
Am 13. Februar 2021 erreichte Ne-Yo als Badger im Finale der zweiten Staffel der britischen Version von The Masked Singer den zweiten Platz. Am 20. Dezember 2023 war er als Cow im Finale der zehnten Staffel der US-amerikanischen Version siegreich. In der zwölften Staffel präsentierte er mehrere Hinweise zur Identität des Kandidaten Wasp (Mario).

## Privatleben
Ne-Yo war mit der Schauspielerin Monyetta Shaw liiert, mit der er zwei gemeinsame Kinder (* 2010 und 2011) hat. Seit Februar 2016 ist er mit Crystal Renay Smith verheiratet, ihre gemeinsamen Kinder kamen 2016, 2018 und 2021 auf die Welt. Im Jahr 2017 hat sich Ne-Yo aus der Musikindustrie zurückgezogen und hält sich von der medialen Welt zurück. Die Zeit wolle er mit seiner Familie verbringen.

## Diskografie
Studioalben

| Jahr | Titel Musiklabel                               | Höchstplatzierung, Gesamtwochen, AuszeichnungChartplatzierungen (Jahr, Titel, Musiklabel, Platzierungen, Wochen, Auszeichnungen, Anmerkungen) | Höchstplatzierung, Gesamtwochen, AuszeichnungChartplatzierungen (Jahr, Titel, Musiklabel, Platzierungen, Wochen, Auszeichnungen, Anmerkungen) | Höchstplatzierung, Gesamtwochen, AuszeichnungChartplatzierungen (Jahr, Titel, Musiklabel, Platzierungen, Wochen, Auszeichnungen, Anmerkungen) | Höchstplatzierung, Gesamtwochen, AuszeichnungChartplatzierungen (Jahr, Titel, Musiklabel, Platzierungen, Wochen, Auszeichnungen, Anmerkungen) | Höchstplatzierung, Gesamtwochen, AuszeichnungChartplatzierungen (Jahr, Titel, Musiklabel, Platzierungen, Wochen, Auszeichnungen, Anmerkungen) | Höchstplatzierung, Gesamtwochen, AuszeichnungChartplatzierungen (Jahr, Titel, Musiklabel, Platzierungen, Wochen, Auszeichnungen, Anmerkungen) | Anmerkungen                            |
| Jahr | Titel Musiklabel                               | DE | AT | CH | UK | US | R&B | Anmerkungen                            |
| ---- | ---------------------------------------------- | --- | --- | --- | --- | --- | --- | -------------------------------------- |
| 2006 | In My Own Words Def Jam Recordings (UMG)       | DE27 (5 Wo.)DE | AT63 (2 Wo.)AT | CH11 (15 Wo.)CH | UK14 Platin · (28 Wo.)UK | US1 ×2Doppelplatin · (37 Wo.)US | R&B1 (86 Wo.)R&B | Erstveröffentlichung: 28. Februar 2006 |
| 2007 | Because of You Def Jam Recordings (UMG)        | DE54 (1 Wo.)DE | — | CH49 (3 Wo.)CH | UK6 Gold · (12 Wo.)UK | US1 Platin · (35 Wo.)US | R&B1 (78 Wo.)R&B | Erstveröffentlichung: 1. Mai 2007      |
| 2008 | Year of the Gentleman Def Jam Recordings (UMG) | DE22 (7 Wo.)DE | AT41 (4 Wo.)AT | CH9 (8 Wo.)CH | UK2 ×2Doppelplatin · (56 Wo.)UK | US2 Platin · (47 Wo.)US | R&B1 (78 Wo.)R&B | Erstveröffentlichung: 24. Juni 2008    |
| 2010 | Libra Scale Def Jam Recordings (UMG)           | DE53 (1 Wo.)DE | — | CH15 (6 Wo.)CH | UK11 Silber · (8 Wo.)UK | US9 (18 Wo.)US | R&B4 (37 Wo.)R&B | Erstveröffentlichung: 1. November 2010 |
| 2012 | R. E. D. Motown Records (UMG)                  | DE83 (1 Wo.)DE | — | CH40 (2 Wo.)CH | UK17 Silber · (9 Wo.)UK | US4 (17 Wo.)US | R&B1 (40 Wo.)R&B | Erstveröffentlichung: 2. November 2012 |
| 2015 | Non-Fiction Motown Records (UMG)               | DE75 (1 Wo.)DE | — | CH59 (1 Wo.)CH | UK16 (3 Wo.)UK | US5 (18 Wo.)US | R&B1 (35 Wo.)R&B | Erstveröffentlichung: 27. Januar 2015  |
| 2018 | Good Man Motown Records (UMG)                  | — | — | — | — | US33 (3 Wo.)US | R&B17 (1 Wo.)R&B | Erstveröffentlichung: 8. Juni 2018     |
| 2022 | Self-Explanatory Motown Records (UMG)          | — | — | — | — | US184 (1 Wo.)US | — | Erstveröffentlichung: 15. Juli 2022    |

## Filmografie
- 2006: Save the Last Dance 2
- 2007: Stomp the Yard
- 2008: Mama, I Want to Sing!
- 2008: 4Chosen
- 2009: Shadow West
- 2011: CSI: NY (1 Folge, Staffel 7, Episode 14)
- 2011: World Invasion: Battle Los Angeles
- 2012: Red Tails
- 2015: Sharknado 3 (Sharknado 3: Oh Hell No!, Fernsehfilm)
- 2015: Empire (Episode 2.05 Be True)
- 2018: Step Up: High Water